# Оараи
Оараи (яп. 大洗町 О:араи-мати) — посёлок в Японии, находящийся в уезде Хигасиибараки префектуры Ибараки. Площадь посёлка составляет 23,19 км², население — 17 143 человека (1 августа 2014), плотность населения — 739,24 чел./км².

## Географическое положение
Посёлок расположен на острове Хонсю в префектуре Ибараки региона Канто. С ним граничат города Мито, Хитатинака, Хокота и посёлок Ибараки.

## Население
Население посёлка составляет 17 143 человека (1 августа 2014), а плотность — 739,24 чел./км². Изменение численности населения с 1980 по 2005 годы:
| 1980 | 21 244 чел. |  |
| 1985 | 21 047 чел. |  |
| 1990 | 20 745 чел. |  |
| 1995 | 20 446 чел. |  |
| 2000 | 19 957 чел. |  |
| 2005 | 19 205 чел. |  |

## Символика
Деревом посёлка считается сосна, цветком — рододендрон, птицей — сизая чайка.